# Iglesia de San Juan (Reus)
Sant Joan de Reus es una iglesia del municipio español de Reus (Tarragona).

## Descripción
Tiene una sola nave con cuatro tramos y es de planta rectangular y ábside semi hexagonal. Presenta pilares compuestos, seis estrías para la nave central y otros seis por las laterales que se expresan al exterior por contrafuertes, soportan la vuelta de creueria con claves centrales historiadas. Las capillas laterales son más bajas que la nave central, con ventanas hexalobulades con gablete por encima de su altura y comunicadas entre ellas por un pasillo interior. En el lugar destinado al crucero se ubica la sacristía y a la nave central un pequeño presbiterio con la imagen policromada de San Juan Bautista en plan de bendición. El edificio es de ladrillo, masonería y cemento pòrtland. La obra está inacabada, y le faltan los dos tramos de los pies y la fachada, además del revestimiento de la cubierta.
La fachada principal describe las directrices del edificio inacabado, con la nave central y las capillas laterales, una gran ventana ojival ciega a manera de rosetó y tres aperturas a la planta baja, las laterales cegades y la central de acceso. Por la fachada hay repartidos pequeños capiteles.
La parte correspondiente a las fachadas laterales, con acabado y ornamentación neogótica, muestran a la parte inferior ventanas ojivales correspondiente a las capillas, con gabletes y pináculos que ornen los contrafuertes, y a la superior aperturas circulares sexpartides con gabletes y pináculos con acabado piramidal. La cubierta es inacabada. Los materiales utilizados son el hormigón encofrado y tabicado común.
Las cristaleras recuperadas a la restauración del 2007, han respetado los dibujos y las formas originales, pero han cambiado los santos que aparecen. Se han recuperado las figuras de Antonio María Claret y Santa Lucía. En la roseta superior se ha cambiado Raimundo de Peñafort por el papa Juan XXIII.

## Historia

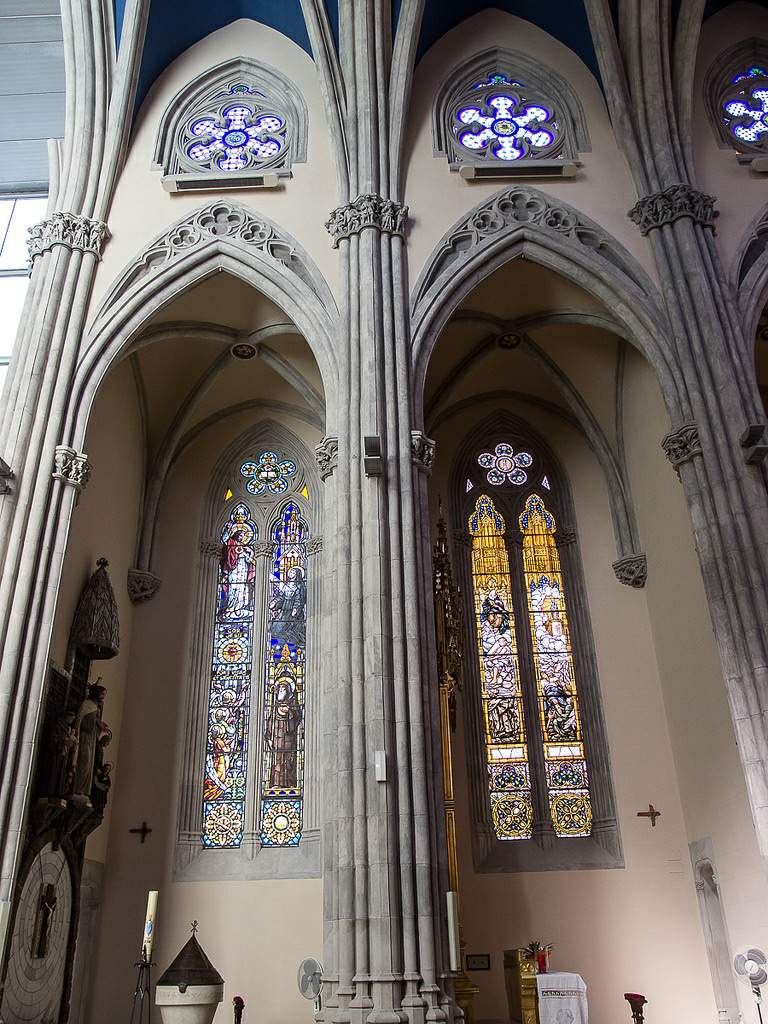
Vitrales

En la sesión municipal del 23 de marzo de 1863 se hablaba de la conveniencia de construir dos nuevas iglesias, bajo la advocació de San Juan y de Santa Anna. El julio de 1878 fue creada la parroquia de San Juan y se instaló provisionalmente en la Iglesia de la Providencia. El 1908 se compra un solar para la edificación de la nueva iglesia. El presupuesto, en 1909, era de 300.000 pesetas. Uno de los promotores y principales mecenas de la obra fue Josep Maria Tarrats Homdedeu. Se empezó el 1912 y se celebró la primera misa el 1931, aunque no se realizó todo el proyecto y quedó inacabada. A los terrenos destinados al ábside se construyó un cine, y actualmente y ha una residencia de estudiantes. El 1932, a pesar de no estar terminada, fue bendita iinaugurada por el arzobispo de Tarragona Vidal y Barraquer. Fue quemada el 1936 y se empieza a reconstruir a los años 40, y en 90 se empezaron a hacer reformas.
A pesar de la época en que la proyectó Pedro Caselles Tarrats, lo hizo en estilo gótico. Hay referencias que el contratista fue Pablo Bartolí. Se desconocen las razones por el que no se acabó de construir la iglesia.
En febrero del 2007 se inauguran las restauraciones de parte de las cristaleras, una vez recuperados los dibujos originales, tres años antes, por el hijo del artista que las realizó, Josep Maria Bonet. El 2013 se hizo la última restauración.